# Ángel Hoyos
Ángel Guillermo Hoyos Marchisio (Córdoba, 9 de junho de 1963) é um ex-futebolista e treinador de futebol argentino que atuava como volante. Atualmente, é técnico do Aldosivi.

## Carreira
Como jogador, destacou-se no Boca Juniors, tendo passado ainda pelo Real Madrid B entre 1981 e 1982. Jogou também por equipes de seu país (Banfield, Talleres, Gimnasia La Plata e Chacarita Juniors), da Bolívia (Blooming), da Colômbia (Tolima e Unión Magdalena) e do Chile (Everton de Viña del Mar). Encerrou sua carreira no futebol venezuelano, em 1997, após defender Deportivo Táchira, Atlético El Vigía e Minervén.
Entre 2001 e 2006, foi diretor das categorias de base do Barcelona, sendo responsável por descobrir Lionel Messi, que chegou a ser comandado por ele entre 2003 e 2005. Em 13 anos como técnico, Hoyos comandou 5 equipes da Grécia (Aris Salônica, Atromitos, PAS Giannina, Panserraikos e Iraklis), além de Anorthosis Famagusta (Chipre), Once Caldas (Colômbia), Talleres, Jacksonville Armada (EUA), Bolívar e Oriente Petrolero (ambos da Bolívia).
Em agosto de 2016, foi confirmado como novo treinador da Seleção Boliviana, em substituição a Julio César Baldivieso. Marcelo Moreno e Ronald Raldes, que chegaram a declarar aposentadoria de La Verde durante a passagem de Baldivieso, voltaram a ganhar chances com Hoyos.
Após treinar Universidad de Chile e Atlas (México), assumiu o comando técnico do Aldosivi em 2019.